# Ptychopariida
Ordre
Sous-ordres de rang inférieur
- † Ptychopariina
- † Olenina
- † non-nommé (incluant les Raymondinidae).

Les Ptychopariida forment un ordre fossile, large et hétérogène de trilobites primitifs, des arthropodes marins aujourd'hui disparus.

## Classification
L'ordre des Ptychopariida est décrit en 1915 par le paléontologue britannique |Henry Hurd Swinnerton (1875-1966).

## Description
Ces trilobites sont caractérisés par la présence d'au moins 8 segments thoraciques et par des pygida très réduits au Cambrien, devenant plus larges à l'Ordovicien.

## Distribution stratigraphique
Cet ordre est apparu à la fin du Cambrien inférieur et s'est éteint à la fin de l'Ordovicien, il y a environ entre 521 et 444 Ma (millions d'années).